# Doyen de Gibraltar

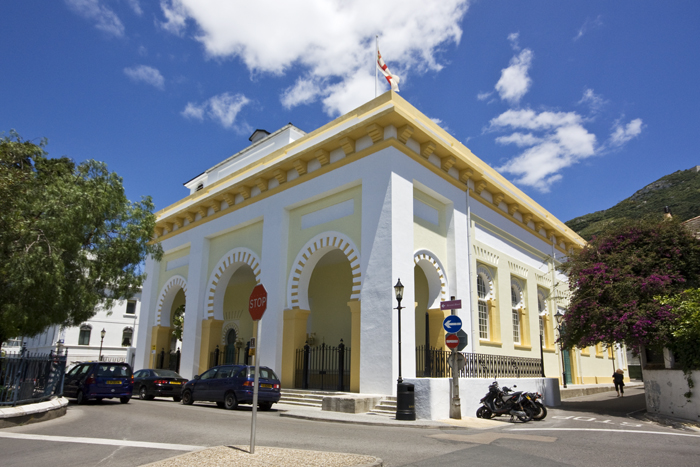
Cathédrale de Gibraltar

Le doyen de Gibraltar (Dean of Gibraltar en anglais) est le chef (primus inter pares - premier parmi ses pairs) et le président du chapitre de chanoines qui dirige la Cathédrale de la Sainte-Trinité de Gibraltar. La cathédrale est l'église mère du Diocèse de Gibraltar en Europe (en abrégé: "diocèse en Europe") et en théorie le siège de l'évêque en Europe bien que l'évêque soit maintenant basé à Bruxelles. Le doyenné est vacant à la suite du départ à la retraite de John Paddock en novembre 2017. Le doyen intérimaire est Robin Gill

## Liste des doyens
| - 1905–1912 Decimus Govett - 1913–1920 William Hayter - 1921–1927 James Cropper - 1928–1933 Geoffrey Warde - 1933–1941 Walter Knight-Adkin - 1941–1943 James Johnston (intérimaire) - 1943–1945 William Ashley-Brown - 1945–1950 Stephen Nason - 1950–1960 Henry Lloyd - 1960–1968 Godfrey Worsley | - 1968–1973 George Giggall - 1973–1978 Ambrose Weekes - 1978–1983 Robert Pope - 1983–1985 John Rowlands - 1986–1988 Anthony Nind - 1989–1997 Brian Horlock - 1997–2000 Gordon Reid - 2000–2003 Kenneth Robinson - 2003–2008 Alan Woods - 2008–novembre 2017 John Paddock - 2017–présent: Robin Gill (doyen intérimaire) |